# Jean de Vesc
Jean de  Vesc   (mort après 1525), est un ecclésiastique français qui fut successivement évêque de Vence de 1491 à 1494 et évêque d'Agde 1494 à 1525.

## Biographie
Jean de Vesc est le 3e fils de Rostaing co-seigneur de Montjoux et de Dauphine Arnaud, il est le cousin germain d'Étienne de Vesc de la famille des barons de Grimaud, chambellan du roi Charles VIII de France. Il bénéficie de la proximité de son parent avec le roi, il entre dans les ordres et devient successivement : chanoine du chapitre de Die, prieur de Saillans archidiacre d'Angers et chantre de la Sainte-Chapelle de Paris.
Il est nommé évêque de Vence en 1491 après la mort de Raphaël Monso l'ancien confesseur du roi René d'Anjou. Il rencontre des difficultés avec les habitants de son diocèse et est transféré au siège d'Agde le 25 février 1494 comme successeur du cardinal Nicolas Fieschi. Il occupe ce siège épiscopal pendant 30 ans et en 1500, il établit à Gignac une congrégation de prêtres séculiers dite de la Saint-Trinité et fait imprimer le bréviaire de son diocèse en 1510. Il assiste régulièrement aux États du Languedoc qu'il préside en 1503, 1511 et 1512. En 1525 il résigne son siège épiscopal en faveur de son parent Charles-Antoine de Vesc, fils de Charles de Grimaud et petit-fils de son protecteur le favori de Charles VIII. On ignore la date de sa mort.